# Discovery Velocity
Discovery Velocity es un canal de especialidad canadiense de categoría B propiedad de CTV Specialty Television, una empresa conjunta de Bell Media y Discovery, Inc. Es una versión canadiense del canal estadounidense anteriormente del mismo nombre (ahora conocido como Motor Trend) y transmite series basadas en hechos y en realidad relacionadas con los automóviles y el transporte (incluidas las series de la biblioteca de Discovery).

## Historia
A partir de agosto de 2003, CTV había operado un canal conocido como Discovery Channel HD, que servía como transmisión simultánea de alta definición de la programación principal de Discovery Channel, cuando correspondía. En agosto de 2005, la Comisión canadiense de radiodifusión y telecomunicaciones (CRTC) aprobó una solicitud para un nuevo servicio digital de categoría 2, Discovery HD Theatre (basado en el canal estadounidense del mismo nombre), que cubre muchos de los mismos géneros que Discovery Channel, pero con una línea separada que consiste exclusivamente en programación de alta definición. Discovery HD Theater reemplazó a Discovery Channel HD el 19 de diciembre de 2005. Aunque se mantuvo el mismo formato, el canal pasó a llamarse Discovery HD en 2009.
En junio de 2010, CTVglobemedia anunció que lanzaría tres nuevos canales con la marca Discovery en Canadá, entre ellos se incluyó un cambio de marca de Discovery HD como Discovery World HD (más tarde Discovery World) el 2 de agosto de 2010, con una nueva alineación con el objetivo de para "mostrar un retrato hermoso y brillante de nuestro mundo en vívida alta definición". Una transmisión simultánea en HD separada de Discovery Channel regresó en junio de 2011.
En enero de 2015, Bell Media anunció que Discovery World cambiaría su nombre a Discovery Velocity el 12 de febrero de 2015. Es una versión canadiense del canal estadounidense Velocity, que era el formato actual del homólogo estadounidense original de la red. Con el cambio de marca, la red aumentó su enfoque en series orientadas a la automoción, aunque se trasladaron programas seleccionados no automovilísticos de Discovery World.